# George Hutchinson (cầu thủ bóng đá người Anh)
George Henry Hutchinson (31 tháng 10 năm 1929 - 1996) là một cầu thủ bóng đá người Anh từng thi đấu cho Huddersfield Town, Sheffield United, Tottenham Hotspur, Guildford City, Leeds United, Halifax Town và Skegness Town. Ông phục vụ ở RAF trong National Service và đóng quân tại Ballykelly ở Bắc Ireland và RAF Cosford và là một PTI. Ông cũng từng thi đấu cho đội RAF. Hutchinson sinh ra ở Allerton Bywater, West Riding of Yorkshire, con trai của thợ mỏ làm việc ở mỏ than địa phương.